# Marzagão (Goiás)
Marzagão ist ein brasilianisches Municipio im Bundesstaat Goiás in der Mesoregion Süd-Goiás und in der Mikroregion Meia Ponte. In der brasilianischen Volkszählung von 2022 betrug die Einwohnerzahl 2.758. Die geschätzte Bevölkerung im Jahr 2024 beträgt 2.893 Einwohner. Sie hat eine Fläche von 222,428 km².

## Geschichte
Die Stadt Boa Vista de Marzagão entstand zu Beginn des 20. Jahrhunderts auf dem Gelände der Farm Boa Vista de Marzagão in dem Municipio Caldas Novas. Aufgrund ihrer Lage am Ufer der Autobahn, die über Corumbaíba den Bundesstaat Goiás mit dem Bundesstaat Minas Gerais verbindet, entwickelte sich die Stadt schnell. So wurde sie am 13. November 1916 dank der Bemühungen von José Rabelo da Silva und João da Silva Leão durch das Gemeindegesetz Nr. 44 in die Kategorie des Bezirks Caldas Novas erhoben.
Der Bezirk wurde unter dem Namen Boa Vista do Marzagão dank der Bemühungen von José Rabelo da Silva und João da Silva Leão durch das Gemeindegesetz (Lei municipal) Nr. 44 vom 13. November 1916 gegründet und ist dem Munizip Caldas Novas unterstellt. In den Gebietseinteilungen vom 31-XII-1836 und 31-XII-1937 ist der Bezirk Boa Vista do Marzagão Teil der Gemeinde Caldas Novas. Durch das staatliche Gesetzesdekret Nr. 557 vom 30-03-1938 wurde der Name des Bezirks Boa Vista do Marzagão in Marzagão vereinfacht.
Mit dem Staatsgesetz Nr. 336 vom 18. Juni 1949 wurden die Bezirke Marzagão und Água Limpa von Caldas Novas abgetrennt, um das neue Municipio Marzagão zu bilden, die erst am 1. Januar 1954 gegründet wurde. Im Jahr 1958 wurde der Bezirk Água Limpa zu einem neuen Munizip.

## Geographische Lage
Sie liegt südsüdwestlich der brasilianischen Hauptstadt Brasília und südsüdöstlich von Goiânia, der Hauptstadt des Bundesstaates, nahe der Südgrenze von Goiás zum Bundesstaat Minas Gerais.
Marzagão grenzt
- von Norden bis Ost an die Gemeinde Caldas Novas
- im Südosten an Corumbaíba (über den Rio-Corumbá-Seitenarm des Stausees Itumbiara)
- von Süd bis West an Água Limpa
- im Norden an Rio Quente

Sie befindet sich auf dem Breitengrad 17º58'53" Süd und dem Längengrad 48º38'25" West, auf einer Höhe von 604 Metern.